# Speakeasy (film, 1929)
Pour les articles homonymes, voir Speakeasy (homonymie).
Pour plus de détails, voir Fiche technique et Distribution.
Speakeasy est un film américain réalisé par Benjamin Stoloff sorti en 1929.

## Synopsis
Speakeasy est un film sur le sport.

## Fiche technique
- Titre original : Speakeasy
- Réalisation : Benjamin Stoloff
- Scénario : Frederick Hazlitt Brennan, Edwin J. Burke, d'après la pièce homonyme d'Edward Knoblock et George Rosener
- Costumes : Sophie Wachner, Sam Benson
- Photographie : Joseph A. Valentine
- Son : W.W. Lindsay Jr.
- Montage : J. Edwin Robbins
- Production : William Fox
- Société de production : Fox Film Corporation
- Société de distribution : Fox Film Corporation
- Pays de production :  États-Unis
- Format : noir et blanc — 35 mm — 1,37:1 — son Mono (Western Electric System)
- Genre : drame
- Date de sortie :
  - États-Unis : 8 mars 1929

## Distribution
- Paul Page : Paul Martin
- Lola Lane : Alice Woods
- Henry B. Walthall : Le pianiste
- Helen Ware : Min
- Sharon Lynn : Mazie
- Warren Hymer : Cannon Delmont
- Stuart Erwin : Cy Williams
- James Guilfoyle : Davey
- Erville Alderson : rédacteur en chef de l'édition locale
- Joseph Cawthorn : Yokel
- Ivan Linow : un catcheur
- Marjorie Beebe : une cliente
- Sailor Vincent : un client
- Helen Lynch : une cliente
- John Wayne : figuration non créditée